# Хонан
Хонан (кор. 헌안, 憲安, Heonan, Hŏnan; пом. 861) — корейський правитель, сорок сьомий володар (ван) держави Сілла (вісімнадцятий ван об'єднаної Сілли).
Був молодшим двоюрідним братом вана Сінму. Зайняв трон 857 року після смерті свого племінника, вана Мунсона.
Самгук Сагі зазначає, що після голоду 859 року, спричиненого посухою, Хонан наказав провести роботи з відновлення іригаційних систем.
Оскільки Хонан не мав законних спадкоємців чоловічої статі, він оголосив своїм наступником родича, Кім Єна, який 861 року зійшов на престол під ім'ям Кьонмун.